# La Guancha
La Guancha è un comune spagnolo di 5 193 abitanti situato nella comunità autonoma delle Canarie.